# Наш кореспондент
«Наш кореспондент» — радянський кольоровий художній фільм 1958 року, знятий на кіностудії «Ленфільм».

## Сюжет
Співробітниця редакції провінційної газети Тетяна Нікітіна опублікувала фейлетон в столичній газеті, але їй ніхто не вірить, тому що фейлетон під псевдонімом. Особливо засмучує Таню недовіра товариша по роботі Альоши Боброва. Вона свариться з ним і їде в Москву, де її приймають на роботу в одну з центральних газет. Незабаром вона їде за завданням на цілину, де знайомиться з цікавими людьми: шофером і студентом-філологом Володею, комбайнером Слободковим, його подругою Клавою Винокуровою (Інна Макарова). Оповідання вийшло вдалим, але сама Нікітіна незадоволена: не розібравшись у фактах, вона незаслужено зганьбила Клаву. Так як редактор відмовився друкувати спростування, Таня знаходить Клаву та її бригаду, що працює тепер штукатуром на Південному-Заході Москви, і у вільний час пише книгу про життя нової подруги. Альоша Бобров, також перебрався в столицю та допомагає їй працювати над рукописом. Книга видається і добре розкуповується читачами. Клава Винокурова стає відомою особою, і під час відсутності Тані, яка виїхала на далеке будівництво, Альоша доглядає за нею. З новим оповіданням у Тані знову не все гаразд: вже після того як воно було відіслане до редакції, журналістка дізнається, що новаторська пропозиція Миколи Уварова (Ролан Биков), яку вона звеличує, всього лише частина корінного вирішення проблеми, яке пропонує інженер Іван Іванович Федотов. Повернувшись до редакції, Таня знімає своє оповідання з номера і домагається у високих інстанціях комплексного вирішення питання. Клава і Альоша зізнаються їй, що полюбили один одного. Таня засмучена — адже їй подобався Альоша. Повернувшись на будівництво з виїзною бригадою редакції, вона всіляко допомагає впровадити пропозицію Івана Івановича. Нікітіна отримує нове завдання. Шофер і філолог Володя проводжає Таню. Вона дає йому автограф, підписуючись тепер не псевдонімом, а своїм справжнім прізвищем.

## У ролях
- Неллі Подгорна — Тетяна Андріївна Нікітіна, молодий кореспондент під псевдонімом Альошина
- Інна Макарова — Клава Винокурова
- Фелікс Раздьяконов — Альоша Бобров, кореспондент місцевої газети
- Павло Павленко — Іван Іванович Федотов, інженер-будівельник, автор нового методу
- Ролан Биков — Микола Уваров, бригадир зварювальників, новатор виробництва
- Віталій Коняєв — Семен Слободков, комбайнер на цілині
- Володимир Корецький — Володя Артоболевський, шофер-цілинник, студент-філолог з Москви
- Лариса Бурдіна — Клаша Виноградова в дитинстві
- Всеволод Аксьонов — Костянтин Васильович, головний редактор газети «Наше життя»
- Віра Алтайська — дружина Сергєєва
- Борис Аракелов — Костя, помічник комбайнера
- Ігор Горбачов — кореспондент газети «Наше життя»
- Іван Дмитрієв — Юхим Павлович Гусаров, начальник будівництва
- Любов Малиновська — Варвара Нікітіна
- Олена Медведєва — Софія Борисівна, секретарка
- Володимир Муравйов — Малінін, співробітник редакції «Наше життя»
- Галина Охріменко  — епізод
- Яків Родос — Петро Сергєєв, завідувач відділом охорони здоров'я міста Бабкіна
- Борис Рижухін — Василь Петрович, редактор місцевої газети в Бабкіні
- Олександр Суснін — червоноармієць, що осліпнув
- Олег Хроменков — Вася, шофер на будівництві комбінату
- Віктор Чекмарьов — Федір Нікітін, працівник міського відділу охорони здоров'я
- Кларіна Фролова-Воронцова — кіоскерка
- Лев Степанов — Лебедєв, співробітник редакції місцевої газети в Бабкіні
- Ігор Єфімов — зварювальник бригади Уварова
- Михайло Мудров — зварювальник бригади Уварова
- Микола Волков — кранівник

## Знімальна група
- Режисер-постановник — Анатолій Гранік
- Сценарист — Сергій Антонов
- Оператор-постановник — Веніамін Левітін
- Композитор — Ісаак Шварц
- Художник-постановник — Віктор Волін